# Kilian Bevis
Bevis Kilian Zoé (Villepinte, Sena-Saint Denis, 13 de febrero de 1998) es un futbolista francés que juega como centrocampista en el F. K. Radnički Kragujevac de la Superliga de Serbia.
Nacido en la Francia metropolitana, es internacional con la selección de fútbol de Guadalupe.

## Trayectoria
Nacido en Villepinte, Seine-Saint-Denis en Francia, comenzó su carrera sénior en 2018 en Italia con el Castelvetro. Un año después, fichó por el FC Messina, con el que jugó dos temporadas en la Serie D. En el verano de 2021, se trasladó a Malta, donde fichó por el Birkirkara F.C., y un año después, sus buenas actuaciones le valieron el fichaje por el Valletta F.C. En el verano de 2023, tras superar con éxito las pruebas, fichó por el FK Radnički 1923 en el futbol serbio.

## Selección nacional
En 2023 decidió jugar con la selección nacional de fútbol de Guadalupe, con la que debutó ese año. En dicho partido anotó un gol al minuto 76 de la parte complementaria.

#### Goles internacionales
La lista de goleadores y resultados de Guadalupe aparece en primer lugar.
| N.º | Fecha                   | Sede                                                    | Rival                  | Marcador | Resultado | Competición                             |
| --- | ----------------------- | ------------------------------------------------------- | ---------------------- | -------- | --------- | --------------------------------------- |
| 1   | 19 de noviembre de 2023 | Municipal Sainte-Anne, Sainte-Anne, Guadalupe , Francia | San Cristóbal y Nieves | 3 - 0    | 5 - 0     | Liga de Naciones de la Concacaf 2023-24 |